# Deyda Hydara
Deyda Hydara, né à Barra (Gambie) le 9 juin 1946 et mort à Kanifing (de) (Gambie) le 16 décembre 2004, est un journaliste gambien.

## Biographie
À ses débuts, Deyda Hydara est présentateur à Radio Syd (en) en tant que journaliste indépendant.
Le 16 décembre 1991, Deyda Hydara est le cofondateur (avec Pap Saine (en) et Babucarr Gaye) et rédacteur principal du journal indépendant The Point (en), un important quotidien gambien.
Pendant plus de trente ans, il est également correspondant, tant pour l'Agence Nouvelles AFP que pour Reporters sans frontières.
Il s'oppose au vote de deux lois encadrant la liberté de la presse, la première permettant l'emprisonnement pour des propos jugés séditieux et la deuxième concernant le versement d'une caution pour obtenir une licence de publication. Le 16 décembre 2004, alors qu'il se rend à son travail à Banjul, il est assassiné par un inconnu qui blesse également deux de ses collègues. Plus de dix ans après, l'enquête n'a toujours pas résolu. Il est généralement considéré que le gouvernement de la République de Gambie a pu être responsable de cet acte. L'enquête n'avancera vraiment qu'à partir de 2017, après l'exil forcé du président Yahya Jammeh.
Deyda Hydara était marié et avait cinq enfants.

## Enquête sur sa mort
Deyda Hydara était un opposant virulent très critique envers le président gambien Yahya Jammeh. Durant les nombreux mandats de ce-dernier, l'enquête ne connaît pas d'avancée significative. Mais après l'élection présidentielle gambienne de 2016, remportée par l'opposant Adama Barrow, la crise politique qui a suivi car le président sortant ne voulait pas reconnaître sa défaite, et une intervention militaire en Gambie de la part de plusieurs autres pays africains pour le forcer à laisser sa place, Jammeh finit par quitter le pays le 21 janvier 2017.
L'enquête commence alors à connaître des avancées importantes avec l'identification et l'inculpation de plusieurs suspects durant l'année 2017, et à partir de décembre 2017, avec l'instauration de la Commission vérité et réconciliation (TRRC), chargée d'enquêter sur les crimes de Jammeh - tous les crimes présumés durant ses 22 ans de pouvoir et pas uniquement son éventuelle implication dans l'assassinat de Deyda Hydara. Les membres présumés du commando des Jungulars, les escadrons de la mort du régime de Jammeh, qui l'a exécuté sont identifiés un par un. Le 8 février 2017, le lieutenant Malick Jatta et le soldat Alieu Jeung sont placés en détention. En mai 2017, l'ex-colonel Kawsu Camara et le déserteur Sanna Manjang sont inculpés de "meurtre et complot en vue de commettre un meurtre" dans l'enquête sur l'assassinat de Deyda Hydara, et sont depuis en fuite. Le capitaine Tumbul Tamba est identifié comme ayant été le chef du commando durant l'exécution.
Le 22 juillet 2019, le lieutenant Jatta reconnaît devant la TRRC avoir commis l'assassinat, en précisant « Nous avons tiré, moi, Alieu Jeng et Sanna Manjang. » De plus, il accuse l'ancien président Jammeh d'avoir été le commanditaire, car il dit que le capitaine Tamba était en liaison avec le président durant l'opération. De plus, le lendemain le capitaine Tamba a remis une prime en dollars aux membres du commando en disant qu'il s'agissait d'un « geste d'appréciation de la part du grand homme », alors que selon le lieutenant Jatta le capitaine Tamba n'aurait pas eu d'autres moyens de se procurer des dollars ailleurs qu'auprès du président lui-même.

## Récompenses et distinctions
- 2005 : PEN/Barbara Goldsmith Freedom to Write Award (en)